# Brigitte Lösch

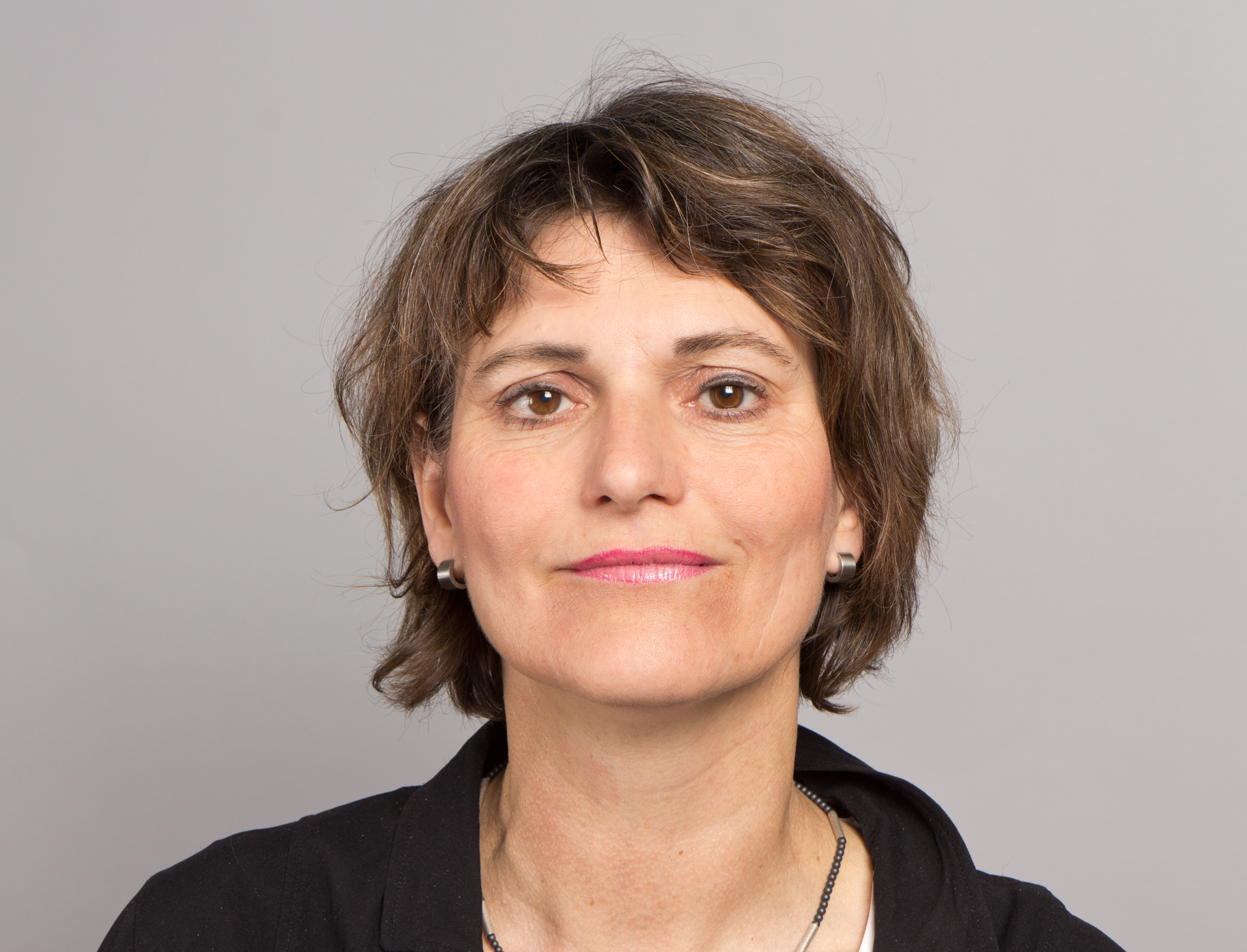
Brigitte Lösch (2013)

Brigitte Lösch (* 3. Juli 1962 in Geislingen an der Steige) ist eine deutsche Politikerin von Bündnis 90/Die Grünen. Von 2001 bis 2021 war sie Abgeordnete im Landtag von Baden-Württemberg. Von 2011 bis 2016 war sie Vizepräsidentin des Landtags.

## Ausbildung und Beruf
Nach ihrem Abitur 1981 in Geislingen studierte Brigitte Lösch bis 1984 Sozialpädagogik an der Berufsakademie Stuttgart. Danach arbeitete sie als Diplom-Sozialpädagogin zehn Jahre lang in der offenen Kinder- und Jugendarbeit, bevor sie von 1992 bis 1997 als Beauftragte für Suchtprophylaxe beim Kreisjugendamt Göppingen tätig war. Von 1997 bis 2001 arbeitete sie als Parlamentarische Beraterin bei den Grünen im Landtag und war dort vor allem für die Bereiche Frauen-, Kinder- und Jugendpolitik zuständig.

## Politische Tätigkeit
Ihre politische Karriere begann Brigitte Lösch 1989 im Gemeinderat von Geislingen an der Steige, wo sie bis 1998 Mitglied war. Von 1996 bis 1998 hatte sie das Amt der Kreisvorsitzenden der Grünen in Göppingen inne, von 2000 bis 2005 das der Kreisvorsitzenden der Grünen in Stuttgart. Von 2003 bis 2015 war sie Mitglied im Präsidium des Bundesfrauenrates von Bündnis 90/Die Grünen.
Bei den Landtagswahlen 2001 und 2006 errang sie jeweils ein Zweitmandat im Wahlkreis Stuttgart I. Im Landtag war sie in der 13. Wahlperiode (2001–2006) stellvertretende Vorsitzende und Parlamentarische Geschäftsführerin ihrer Fraktion. In der 14. Wahlperiode (2006–2011) war sie Vorsitzende des Sozialausschusses und ab Juni 2007 Mitglied im Europaausschuss.
Im März 2010 kandidierte Lösch für das Amt der Oberbürgermeisterin von Ravensburg. Im ersten Wahlgang erreichte sie 15 Prozent der Stimmen. Neben dem späteren Wahlsieger Daniel Rapp von der CDU, lag auch der frühere Grünen-Politiker Oswald Metzger vor ihr. Zum zweiten Wahlgang am 28. März 2010 trat sie nicht mehr an.
Bei den Landtagswahlen 2011 und 2016 gewann sie jeweils das Direktmandat im Wahlkreis Stuttgart IV. Zu Beginn der 15. Wahlperiode am 11. Mai 2011 wurde sie zur Ersten stellvertretenden Präsidentin gewählt. Das Amt übte sie bis zum Ende der Legislatur aus. Von 2016 bis 2021 war sie Vorsitzende im Ausschuss für Kultus, Jugend und Sport.

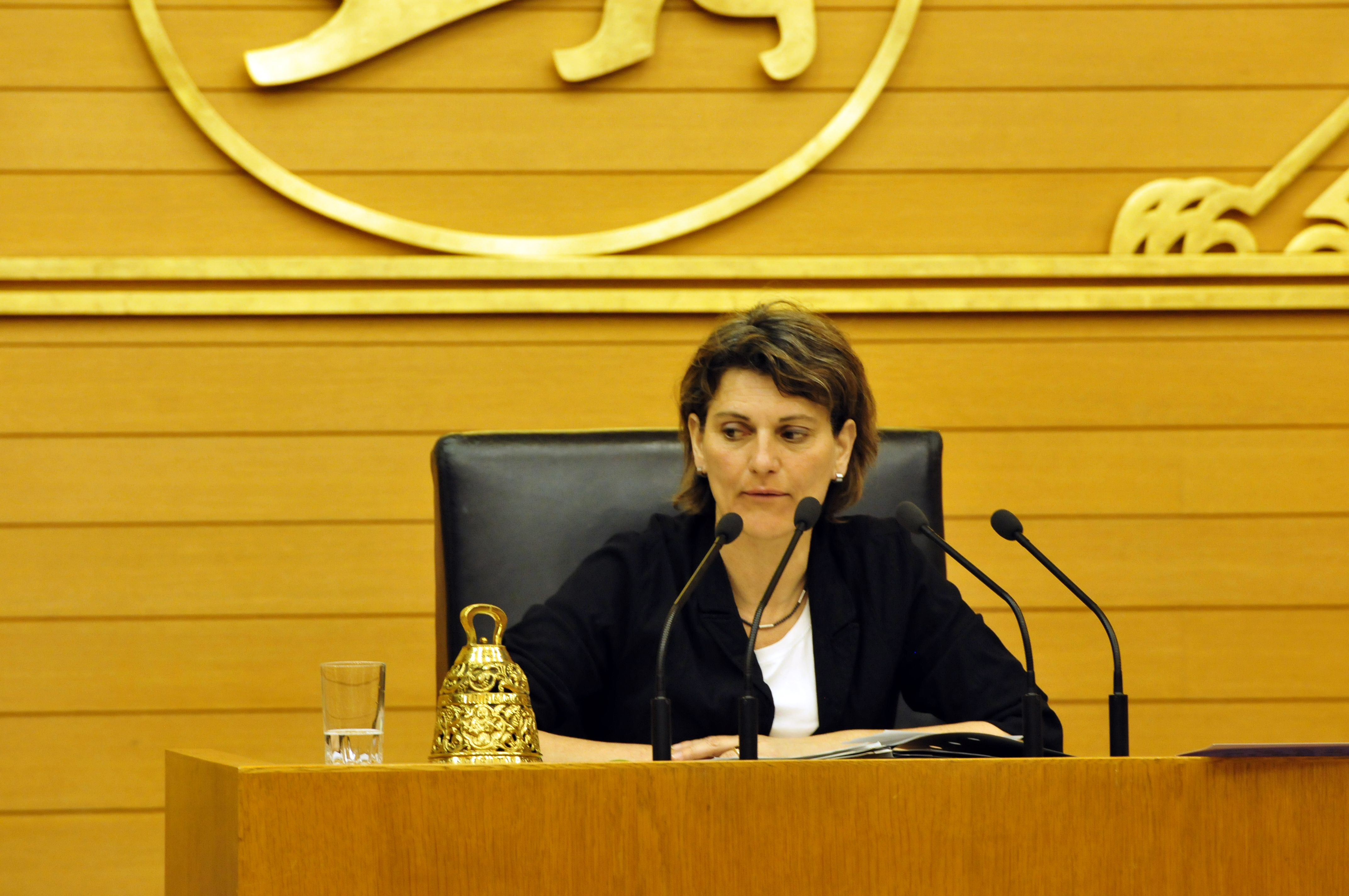
Brigitte Lösch als Vizepräsidentin des Landtags von Baden-Württemberg, 2013

Bei der Landtagswahl in Baden-Württemberg 2021 kandidierte sie nicht erneut.

## Sonstige Mitgliedschaften und Ämter
Brigitte Lösch bekleidete in ihrer Funktion als Landtagsabgeordnete weitere Ämter und hatte den Vorsitz des Beirats der Kunststiftung Baden-Württemberginne, war Mitglied des Verwaltungsrats der Staatstheater Stuttgart, und Mitglied im Beirat und Kuratoriums der Stiftung Akademie Schloss Solitude.
Darüber hinaus war sie von 2017 bis 2022 Vorsitzende des Stiftungsrates der Samariterstiftung Nürtingen und Mitglied deren Stiftung „Zeit für Menschen“. Sie engagiert sich im Theaterhaus Stuttgart als Beiratsmitglied und im Kuratorium der Stiftung. Heute ist sie Mitglied im Aufsichtsrat des Theaterhauses. Zudem ist sie Vorsitzende des Verwaltungsrats des Vereins für internationale Jugendarbeit (vij). Seit dem Ausscheiden aus dem Landtag hat Brigitte Lösch den Vorsitz der Initiative Lern- und Gedenkort Hotel Silber e.v. inne.
Darüber hinaus war sie von 2013 bis 2019 berufenes Mitglied der Synode der Evangelischen Landeskirche Württemberg – Ev. Vereinigung der Offenen Kirche.
Sie war Mitglied des VfB-Stuttgart-Fanclubs im Landtag.

## Familie und Privates
Brigitte Lösch ist evangelisch, verheiratet und lebt seit 1999 in Stuttgart.